# 郭维国
郭维国（1967年—），辽宁人，曾任辽宁省锦州海关走私犯罪侦查支局局长、沈阳海关缉私局副局长，2009年7月被谷开来指名调到重庆，任沙坪坝区公安分局常务副局长，2011年1月27日月升任重庆市公安局副局长。
王立军事件后，因被认定在海伍德死亡案中犯有徇私枉法罪，被判处有期徒刑11年。该案所有犯罪嫌疑人都表示不再上诉。

## 社会关系
在重庆任职期间的上司
- 薄熙来（十七届中央政治局委员兼重庆市委书记）
- 黄奇帆（重庆委副书记，市长）
- 刘光磊（重庆委常委兼政法委书记，在王立军之前任重庆市公安局局长）
- 王立军（重庆市原副市长公安局局长）

在重庆市公安局任职期间的同僚
- 李　阳（重庆市公安局刑警总队原总队长）
- 王　智（重庆市公安局沙坪坝分局原常务副局长）
- 王鹏飞（重庆市公安局渝北分局原局长）